# Xanthocampoplex similis
Xanthocampoplex similis är en stekelart som beskrevs av Gupta 1971. Xanthocampoplex similis ingår i släktet Xanthocampoplex och familjen brokparasitsteklar. Inga underarter finns listade i Catalogue of Life.